# Équation personnelle
L’équation personnelle désigne en astronomie et en géodésie instrumentale le temps de réaction moyen de l'observateur,. Selon la méthode de mesure employée et l'expérience de l’observateur, elle se situe entre 1/100e et 1/10e de seconde. Ce terme a ensuite été repris par Carl Jung pour désigner l'effet du comportement propre d'un pédagogue sur la transmission des connaissances à des élèves.
Contrairement aux erreurs d'horloge, de nature aléatoire, qui affectent la plupart des mesures, l'équation personnelle intervient comme une erreur systématique, et allonge toujours les durées. Elle influe sensiblement sur les résultats de mesure, si bien qu'il faut en tenir compte en s'appuyant sur des mesures de référence ou des expériences particulières (par ex. à l'aide d'une mire mobile contrôlée).
Même avec des mesures automatisées (par ex. avec des capteurs opto-électroniques ou autres), il y a des effets systématiques appelés par analogie équation instrumentale. Ainsi, avec un télescope terrestre, pour avoir une précision de 0,1″ par exemple, il faut être capable de mesurer les vitesses au centième de seconde près (0,01 s), car les étoiles se déplacent de 5 à 15″ d'arc par seconde par suite de la rotation de la Terre.

## Histoire
Au cours de l'année 1796, l'astronome royal Nevil Maskelyne congédia son assistant Kinnebrooke parce qu'il avait, selon lui, surestimé au micromètre les vitesses apparentes de 0,8 seconde. L'incident fut oublié jusqu'à ce qu'en 1816 l'astronome prussien Bessel lise le récit de Kinnebrooke.
Alors Bessel entreprit à partir de 1821 une étude systématique avec son assistant Walbeck. Il constata ainsi qu'entre les observations de  Walbeck et les siennes, il y avait un écart d'une seconde. Il reprit ces mesures avec d'autres astronomes et découvrit que la principale composante de l'erreur de chronométrage était une constante dépendant de l'observateur.
Les recherches se poursuivirent, car l'opinion prévalait jusque-là que les sensations nerveuses étaient instantanées ou si brèves qu'elles échappaient à toute mesure, et l'énoncé de Bessel constituait une nouvelle énigme. Hermann Helmholtz entreprit de 1845 à 1850 une série d'expériences destinées à mesurer le temps de transit de l'influx nerveux : il établit ainsi que cet influx se propage à 25 m/s. L'astronome suisse Adolphe Hirsch s'attacha ensuite à déterminer le temps de réaction du corps humain pour les sens de l'ouïe, de la vue et du toucher, aboutissant à la notion de « temps physiologique. »

## Ordres de grandeur
L’équation personnelle prend (comme son nom l'indique) une valeur caractéristique pour chaque individu, qui demeure le plus souvent constante pendant plusieurs mois ; elle dépend finalement peu de la fatigue ou de circonstances extérieures : c'est pourquoi on peut l'estimer très facilement au moyen de mesures de référence (où la durée à mesurer est connue) ; mais l’équation personnelle dépend aussi de l’expérience de l’observateur. On trouve dans la littérature spécialisée les valeurs indicatives suivantes :
- appréciation visuelle de la vitesse apparente (avec une lunette astronomique d'un grossissement d'au moins 30 fois) :
  - pour des observateurs expérimentés, 0,05 s à 0,20 s, avec une fluctuation de 0,03 s
(pour quelques individus, l'équation personnelle est négative, c'est-à-dire qu'ils anticipent l'enregistrement d'environ 0,1 s)
  - pour des observateurs peu expérimentés, l'erreur est de 0,1 à 0,4 s avec une fluctuation de ±0,05 s.
(le niveau caractéristique se stabilise en 2 à 5 nuits d'observation)
- Au micromètre enregistreur (mise au point manuelle) entre 0,01 et 0,15 s (avec une fluctuation d'environ 0,02 s)
  - En poursuite automatique avec correction manuelle, mois de 0,10 s
- Lors d'une occultation lunaire, 0,3 s en moyenne.

Des écarts aussi courts peuvent paraître incroyables au béotien, mais ils sont bien inférieurs à la durée du temps de réaction réflexe ; et le passage d'une étoile est exactement prévisible.
Si au contraire il se produit un événement totalement inattendu (par exemple l'apparition d'une étoile filante ou d'un bolide), un astronome, même expérimenté, doit s'attendre à une erreur de mesure importante, pouvant aller jusqu'à 1 seconde. On peut cependant l'estimer jusqu'à un certain point (par anticipation, ou même les yeux fermés).

## Astronomie de position et géodésie
D'innombrables questions d'astrométrie et d'astrogéodésie font intervenir les mesures de vitesse apparente à travers le réticule ou le réseau d'une lunette astronomique convenable : par exemple la détermination précise du temps sidéral et des coordonnées célestes (ascension droite, déclinaison), des coordonnées géographiques (latitude et la longitude astronomiques), en particulier pour estimer la déviation de la verticale et la forme du Géoïde, ou le cap (azimut) et les dimensions d'un astre.

### Mesures visuelles de vitesse apparente
Pour mesurer la vitesse apparente d'un astre à travers le champ d'un théodolite ou d'une lunette méridienne, l'observateur doit pointer le plus exactement possible les temps de passage de l'étoile à chaque filet du réticule. Il peut opérer en se servant d'un chronomètre digital, avec un contact manuel ou un chronographe enregistreur, ou en utilisant une technique opto-auditive.
L'incertitude moyenne introduite par l'observateur est appelée erreur de vitesse apparente. En dehors des erreurs de synchronisation (par ex. les erreurs d’horloge, la non-synchronisation des balises radio) et des imperfections de l'instrument, la mesure de vitesse apparente cumule deux erreurs dues à l'utilisateur :
- un retard involontaire, d'amplitude caractéristique
- un centrage trop grossier (asymétrie) du réticule sur l'astre, ou « erreur de bissection. »

La première est inévitable, mais constante à 0,03 s près ; quant à la seconde, elle peut être réduite par un effort d'attention ou un entraînement spécifique et peut être éliminée par toute une batterie de mesures, par exemple à l'aide d'un prisme déviateur ou l'observation d'étoiles doubles symétriques.

### Un progrès important: le micromètre enregistreur
Dans la seconde moitié du XIXe siècle, le fabricant allemand Johann Adolf Repsold inventa le micromètre enregistreur. Il s'agit d'un réticule mobile qui permet en le déplaçant contre une grille, de suivre un astre, et dont la molette commute un circuit électrique à chaque coïncidence. En enregistrant les instants de commutation, il est facile d'en déduire la vitesse de transit à travers le champ optique de l'instrument de visée.
Le micromètre de Repsold est parfois appelé micromètre impersonnel, bien qu'il n'élimine pas entièrement l’équation personnelle ; mais il contient l'erreur horaire systématique dans des bornes étroites. Cette erreur se décompose (comme dans le cas précédent) en deux composantes : l'erreur de centrage et l'erreur de déclenchement.
1. L'erreur de centrage ou de bisections correspond à l'inexactitude du pointé du réticule sur le centre exact (centre de la tache de diffraction) de l'astre par l'observateur. Cette erreur de centrage dépend de la vitesse apparente de l'astre ; pour une étoile voisine de l'équateur céleste, la plupart des astronomes commettent une erreur de 10 à 30 ms (0,01 à 0,04 s). On peut l'éliminer en pointant la lunette de visée au centre optique du télescope, et en déviant la trajectoire apparente de l'étoile. C'est ce que permettent les lunettes à décalage d'image (par exemple des instruments universels du type T4 ou DKM3), mais avec une lunette astronomique ordinaire il faut recourir à un renvoi oculaire.
2. L'erreur de déclenchement correspond à une déplacement trop lent ou trop rapide du réticule. Une fois l'erreur de centrage éliminée, cette erreur de déclenchement est analogue à l'équation personnelle. On peut l'estimer par des tests spécifiques (pointés d'une cible artificielle) ; elle est (selon Steinert) comprise entre 20 et 40 ms.

### Mesure par poursuite motorisée, chronophotographie ou capteurs
Pour décharger l'observateur de la tâche de synchroniser la mise au point du micromètre enregistreur, on a équipé quelques grands instruments (cercle méridien, astrolabe de Danjon, cercle zénithal) d'un système de mise au point motorisé, qui ne nécessite que quelques rattrapages pour accommoder précisément l'appareil à la vitesse de l'astre visé. Il compense en partie l'équation personnelle, l'erreur résiduelle est constante et facilement estimable grâce à des stations de référence. Avec l'astrolabe de Danjon, l'observateur doit, à l'aide d'une molette, superposer deux demi-images de l'astre concourantes, ce qu'il peut faire en 0,01 s.
On peut éliminer entièrement l'équation personnelle grâce aux méthodes automatiques :
- mesure de vitesse apparente opto-électronique (SEV ou capteurs photographiques)
- télescope zénithal photographique (PZT en anglais)
- caméra zénithale et les instruments du même genre

Toutefois ces appareils présentent une erreur instrumentale qu'il peut être difficile de modéliser mathématiquement.

### Méthodes modernes en géodésie cosmique
Au cours des années 1970, l'élimination de ces erreurs résiduelles représentait le dernier obstacle pour passer à une précision inférieure à la milliseconde. Cela poussa les astronomes à remplacer un par un leurs instruments traditionnels par des appareils automatisés :
- En astro-géodésie, par des capteurs CCD, photogrammétrie et stéréocomparateurs ;
- Pour le suivi de la rotation de la Terre : le  GPS, VLBI et SLR ;
- En astrométrie, pour la mesure des coordonnées célestes, par cercle méridien à éclairage électrique et Hipparcos

Mais il subsiste encore aujourd'hui quelques méthodes où l'équation personnelle intervient, quoiqu'à un faible degré, par exemple pour l'estimation précise des écarts de longitude astronomique (le raccordement des longitudes pour la triangulation continentale), pour les stations de référence de la déviation de la verticale, pour un géoïde centimétrique continental (en particulier pour l'astrolabe Ni2 de Zeiss-Opton en montagne) et dans quelques autres situations.
Comme l'équation personnelle d'un observateur visuel peut, dans presque tous les cas, être éliminée par le calcul (avec une incertitude résiduelle de 0,01 à 0,03 s selon la méthode), le choix de pousser l'automatisation plus loin dépend de l'analyse coût-avantage. Par exemple, pour le suivi de la rotation de la Terre et de la précession des équinoxes, elle amené vers 1980 aux méthodes satellitaires modernes Quasar et IERS. Par ailleurs l'astro-géodésie fournit des méthodes appropriées pour expéditions et quelques projets Géoïde.